# Alba (patata)
L'Alba è una varietà di patata.

La "cultivar" Alba, è una varietà ricca di "sostanza secca", utilizzata in terreni particolarmente difficili e in altura.
È una delle varietà utilizzate per ottenere la patata di Rotzo e la patata dorata dei terreni rossi del Guà.

## Caratteristiche
I tuberi sono con buccia gialla e liscia e polpa  di colore  bianco o giallo chiaro viene spesso utilizzata per insalate e arrosti.